# HD56350
HD56350 — хімічно пекулярна зоря спектрального класу A0, що має видиму зоряну величину в смузі V приблизно  6,7.
Вона  розташована на відстані близько 525,2 світлових років від Сонця.

## Пекулярний хімічний склад
Зоряна атмосфера HD56350 має підвищений вміст 
Eu
.